# Фінснехта Фледах мак Дунхад
Фінснехта Фледах мак Дунхад — (ірл. Fínsnechta Fledach mac Dúnchada) — верховний король Ірландії. Час правління: 675—695. Належав до династії Південних О'Нейлів, до гілки Сіл н-Аедо Слайне (ірл. Síl nÁedo Sláine) — нащадків короля Аедо Слайне. Король Бреги (територія сучасного графства Міт в центрі Ірландії, територія давнього королівства міде). Онук верховного короля Ірландії Аеда Слайне. Син Дунхада (ірл. Dúnchad) (пом. 659 р.). Прізвисько «Фледах» означає «рясний» або «святковий», ім'я «Фінснехта» означає «ясний сніг».

## Верховний король Ірландії
Зайняв трон короля Бреги і трон верховних королів Ірландії у 675 році, вбивши свого попередника і двоюрідного брата — Кенна Фаелада в битві при Айрхелтра (ірл. Aircheltra). Під час конфлікту з королем, претендуючи на трон, він заманив короля Кенна в пастку, влаштувавши засідку на берегах озера Лох Дерг. Король і його загін були перебиті. Серед тих хто були ворогами Фінснехта Фледаха мак Дунхада і були ним переможені були Фір Ройс (ірл. Fir Rois) та священик — святий Адомнан (ірл. Saint Adomnán). Фір Ройс спочатку підтримував Фінснехту Фледаха у його боротьбі за трон, але потім висловив різку незгоду і почав з ним ворогувати.
Після приходу до влади Фінснехта Фледах мак Дунхад зіштовхнувся з опором васального королівства Ленстер, яке до того активно підтримувало Кенна Фаелада і мало з ним родинні зв'язки. Конфлікт переріс у війну — відбулася битва біля Лох Габор (ірл. Loch Gabor) у 677 році. Обидві сторони мали величезні втрати, але перемогу отримав Фінснехта Фледах мак Дунхад. Війна поновилася у 680 році, коли знову перемогу отримав Фінснехта і король Ленстеру Фіаннамайл мак Маеле Туйле (ірл. Fiannamail mac Máele Tuile) був вбитий. Отримавши перемогу Фінснехта Фледах мак Дунхад вирішив взяти з переможеного королівства Ленстер традиційну важку данину худобою — борома, яка не бралася з цього королівства вже кілька століть. У скелі «Борома» розповідається, як Фінснехта спробував силою взяти цю важку данину, яку ленстерці вперто відмовлялися платити. Для цього він влаштував каральну експедицію в Ленстер. Королем Ленстеру тоді став Бран Мут мак Конайлл (ірл. Bran Mut mac Conaill) (пом. 693 р.). Він скликав з'їзд вождів кланів Ленстеру і направив делегацію священику — святому Молінгу (ірл. Saint Moling) — абату Ферна (пом. 697 року), щоб той відстояв права Ленстера і вів переговори з Фінснехтою. Мо-Лінг обдурив як верховного короля так і ленстерців перераховуючи данину. У результаті цього конфлікту святий Адомнан прокляв верховного короля Фінснехта Фледаха мак Дунхада, сказавши, що його нащадки ніколи не матимуть слави. Фінснехта Фледах мак Дунхад здійснив покаяння і святий Адомнан пробачив йому його гріхи.
Крім цієї війни Фінснехта Фледах мак Дунхад вів війну на півночі Ірландії. У 676 році він знищив Айлех (ірл. Ailech) — центр північних О'Нелів — гілки Кенел н-Еогайн (ірл. Cenél nEógain). Він воював з Бекком Байррхе мак Блахмайком (ірл. Bécc Bairrche mac Blathmaic) — королем Ольстеру (пом. 718 р.) і переміг його в битві піл Тайлтіу (ірл. Tailtiu).
У 684 році король англо-саксонського королівства Нортумбрія Егфріт (давн-англ. Ecgfrith) напав на Ірландію здійснивши похід у Міде — в королівство Брега — центр володінь Фінснехта Фледаха мак Дунхада. Причини війни незрозумілі. Заручники і полонені були повернені після війни завдяки зусиллям святого Адомнана.

## Тимчасове зречення влади і смерть
У 688 році Фінснехта Фледах мак Дунхад зрікся престолу, щоб стати монахом. Але він знову повернувся до влади у 689 році. Це повернення до влади пояснюється відновленням громадянської війни в рамках клану Сіл н-Аедо Слайне (ірл. Síl nÁedo Sláine). Ніл мак Кернайг Сотал (ірл. Niall mac Cernaig Sotal) (пом. 701 р.), що належав до клану О'Хернайг (ірл. Uí Chernaig) переміг Конгалаха мак Конайнга Куйрре (ірл. Congalach mac Conaing Cuirre) (пом. 696 р.), що був королем Північної Бреги в битві при Імрех Піх (ірл. Imlech Pich) у 688 році. Крім того, Аед мак Длухайг (ірл. Áed mac Dlúthaig) (пом. 701 р.) з клану Сіл н-Длухайг (ірл. Síl nDlúthaig) вбив Діармайта Діана мак Айрметайга Каеха (ірл. Diarmait Dian mac Airmetaig Cáech) короля Уснеха (ірл. Uisnech) з клану Холмайн (ірл. Cholmáin) у 689 році.
Він був вбитий разом зі своїм сином Бресалом (ірл. Bresal) його родичами — Аедом мак Длухайгом (ірл. Áed mac Dlúthaig), Конгалахом мак Конайгом Куйрре (ірл. Congalach mac Conaing Cuirre) та Грелайом Доллайхом (ірл. Grellaigh Dollaith). За свідченням літопису «Хроніки Тігернаха» це сталося в бою, але «Літопис Ірландії» повідомляє, що він був вбитий у наметі Конгалаха.

## Нащадки
Нащадки Фінснехта Фледаха мак Дунхада не грали ніякої ролі в історії, як це і напророчив святий Адомнан. У короля був син, що пережив його — це Айліль, який був вбитий у 718 році.

## Роль в історії
В історію цей король ввійшов як правитель, що наказав переписати літописи — викинути з них своїх попередників і дописати королів яких на троні не було.